# The X Factor (Reino Unido - Temporada 13)
The X Factor é uma competição musical da televisão britânica que procura descobrir um novo talento nesse segmento. A décima terceira temporada estreou na ITV em 27 de agosto de 2016  e finalizou em 11 de dezembro de 2016. Dermot O´Leary retornou à apresentação do programa pela nona vez depois de ter desistido na edição do ano passado. Simon Cowell é o único jurado que retorna da temporada de 2015; Nicole Scherzinger, Sharon Osbourne e Louis Walsh, que já participaram em temporadas anteriores, retornam esse ano substituindo  Cheryl Fernandez-Versini, Rita Ora e Nick Grimshaw, titulares da bancada na décima segunda temporada. Matt Edmondson e Rylan Clark-Neal substituíram Rochelle Humes e Melvin Odoom na apresentação do spin-off The Xtra Factor, que esse ano passou a ser chamado de The Xtra Factor Live e foi transmitido duas vezes na semana. Ainda no spin-off, Roman Kemp fazia aparições como apresentador digital e repórter de mídias sociais. Matt Terry foi o vencedor desta temporada tendo derrotado Sarah Aalto em 11 de dezembro de 2016 após obter 48,5% dos votos na final.

## Jurados e apresentadores
Em 18 de fevereiro de 2016,  Nick Grimshaw, jurado na décima segunda temporada, anunciou que não voltaria ao programa.  Em 5 de abril de 2016, foi confirmado que Cheryl também não voltaria como jurada e Rita Ora confirmou que estava deixando a bancada de jurados do shows em 10 de maio de 2016. No mesmo dia, foi relatado que ex-jurados Nicole Scherzinger , Sharon Osbourne e Louis Walsh poderiam voltar a se juntar a Simon Cowell na bancada. Walsh confirmou que ele tinha assinado um contrato em 15 de maio de 2016. A formação dos jurados foi confirmado oficialmente como Cowell, Walsh, Osbourne e Scherzinger em 1 de Junho de 2016.
Em março de 2016, foi confirmado que Dermot O'Leary voltaria a apresentar The X Factor pela nona vez depois de ter desistido no ano passado, e disse que estava "muito lisonjeado de ser chamado de volta". Na temporada 12, O'Leary foi substituído por Olly Murs e Caroline Flack, mas os números da audiência caíram e Dermot O'Leary foi chamado de volta. Richard Holloway, chefe da produtora Thames, disse que ele era "uma parte muito amada do The X Factor e um dos melhores apresentadores no negócio", enquanto Kevin Lygo, diretor de televisão da ITV, disse que ele era "uma parte importante da família ITV". Em 27 de junho de 2016, foi confirmado que Matt Edmondson seria o novo apresentador do The Xtra Factor substituindo Rochelle Humes e Melvin Odoom. Em 1º de julho de 2016, foi confirmado que Rylan Clark-Neal seria co-apresentador deste show ao lado Edmondson e, que Roman Kemp, DJ da Capital FM, seria um apresentador digital e repórter de mídia social do spin-off. Mel B, que foi jurada do programa pela última vez na décima primeira temporada, se juntou à bancada de jurados novamente nesse ano substituindo Nicole Scherzinger durante um dia nas audições de Londres.

## Processo de Seleção

### Audições
A idade mínima para a audição deste ano foi 16 anos. Os jurados Cowell, Walsh, Osbourne e Scherzinger decidiam quem deveria passar para a próxima etapa ou não e, para avançar, o candidato precisava de três ou mais "sins" dos jurados.

#### Audições móveis
Além das audições com os produtores, houve uma equipe de audições móveis que cruzou o Reino Unido e Irlanda entre 7 de março e 16 de abril de 2016. As cidades visitadas foram: Skegness, Sheffield, Aberdeen, Cambridge, Peterborough, Nottingham, Middlesbrough, Leicester, Coventry, Ipswich, Scarborough, Northampton, Southend-on-Sea, Hull, Ilha de Man, Exeter,  Yeovil, Essex, Margate, Wigan, Iorque, Chelmsford, Blackpool, Brighton, Truro, Telford, Edimburgo, Sunderland, Swindon, Milton Keynes, Bognor Regis, Portsmouth, Bristol, Weston-super-Mare, Preston, Maidstone, Hastings e Newquay.

#### Audições abertas
As audições com os produtores começaram em 7 de abril na cidade de Glasgow e se encerraram em 14 de junho em Liverpool.
| Cidades             | Data das audições       | Local das audições      |
| ------------------- | ----------------------- | ----------------------- |
| Glasgow             | 7 de abril de 2016      | Estádio Hampden Park    |
| Birmingham          | 9 e 10 de abril de 2016 | Estádio St Andrew's     |
| Cardiff             | 17 de abril de 2016     | Mercure Holland House   |
| Dublin              | 24 de abril de 2016     | RDS Arena               |
| Newcastle upon Tyne | 27 de abril de 2016     | Estádio St. James' Park |
| Londres             | 1º de maio de 2016      | ExCeL London            |
| Manchester          | 7 de maio de 2016       | EventCity               |
| Liverpool           | 14 de maio de 2016      | ACC Liverpool           |

#### Audições com Jurados
Originalmente, foi anunciado que o formato das audições com jurados utilizado nas temporadas 10 e 11 (audições em sala fechada e audições com público antes do treinamento) seria resgatado. Entretanto, as audições com público foram descartadas no final de junho, assim que terminaram as audições fechadas. As audições tiveram início em 10 de junho, em Leicester e continuaram em Manchester em 13 de junho.  As próximas audições ocorreram em 17 de junho em Londres, onde Mel B foi jurada convidada no lugar de Scherzinger, que tinha outros compromissos. Audições subsequentes foram realizadas em Londres, em 19 de junho, com Nicole Scherzinger retornando, antes de irem para Edimburgo em 23 de junho e Dublin em 1º de julho. Audições selecionadas foram transmitidas em uma série de 7 episódios entre os dias 27 de agosto e 17 de setembro de 2016.
Candidatos notáveis nessa temporada incluíram Rebekah Ryn, que teve um sucesso nas paradas nos anos 1990 como uma artista independente e que participou da temporada 4 avançando até a fase de treinamento na ocasião; Saara Aalto que foi finalista na primeira temporada do The Voice Finlândia; e o ator Will Rush.
| Cidade     | Data(s)                  | Local das audições                  | Jurado ausente     |
| ---------- | ------------------------ | ----------------------------------- | ------------------ |
| Leicester  | 10 de junho de 2016      | Estádio King Power                  | -                  |
| Manchester | 13 e 14 de junho de 2016 | Estádio Old Trafford Cricket Ground | -                  |
| Londres    | 17 de junho de 2016      | ExCel                               | Nicole Scherzinger |
| Londres    | 18 e 19 de junho de 2016 | ExCel                               | -                  |
| Edimburgo  | 23 de junho de 2016      | Assembly Rooms                      | Sharon Osbourne    |
| Dublin     | 1º de julho de 2016      | Estádio Croke Park                  | -                  |

### Treinamento (Bootcamp)
A fase de treinamento (bootcamp) foi realizada no Alexandra Palace de 6 a 8 de julho de 2016. Essa etapa foi transmitida em um único episódio no dia 18 de setembro de 2016.
Todos os candidatos escolheram uma entre várias canções que estavam indicadas em folhas de papel presas a uma parede. Cada canção apareceu três vezes e os três candidatos que escolheram a mesma música se apresentaram juntos como um grupo. Ao término de cada apresentação os jurados avaliaram o desempenho dos candidatos e os passavam para a próxima etapa ou os eliminavam imediatamente. 121 foram bem sucedidos nas apresentações em grupo, mas os jurados precisaram deliberar e diminuir ainda mais o número de candidatos, decidindo quem iria para a fase do Desafio das Seis Cadeiras. No final da fase de treinamento, os jurados descobriram de quais categorias seriam os mentores: Simon ficou com as Garotas, Nicole Scherzinger com os Garotos, Sharon Osbourne com os Acima de 25 anos e Louis Walsh com os Grupos.

### Desafio das Seis Cadeiras
O desafio das seis cadeiras foi gravado entre os dias 9 a 12 de julho na The SSE Arena, Wembley e apresentado na TV em dois episódios nos dias 24 e 25 de setembro. Nicole e Simon escolheram seus 6 finalistas durante o show apresentado no sábado, enquanto que Sharon e Louis escolheram os seus durante o show do domingo.

### Casa dos Jurados
As filmagens desta fase da competição ocorreram entre o final de agosto e início/meados de setembro. As localidades e os mentores convidados foram confirmados no dia 21 de setembro de 2016. Louis Walsh foi assistido em Ibiza por Fleur East e Alesha Dixon, Simon Cowell foi para Malibu com Mel B e Emma Bunton, Sharon Osbourne foi para sua casa em Los Angeles e foi auxiliada por Robbie Williams, enquanto que Nicole Scherzinger foi para Nice com Calvin Harris. A cantora filipina Ivy Grace Paredes, que foi selecionada por Sharon no desafio das seis cadeiras, abandonou a competição por não conseguir um visto de viagem para os Estados Unidos a tempo das gravações; ela foi substituída por Honey G. Além dos candidatos selecionados na fase anterior, outros quatro candidatos, cada um de uma categoria diferente, foi escolhido para irem até a Casa dos Jurados como coringas. Louis Walsh escolheu Samantha Lavery para Simon Cowell; Simon escolher Ryan Lawrie para Nicole; Nicole escolheu Saara Alto para Sharon Osbourne e; Sharon escolheu o grupo Yes Lad para Louis.
Os episódios da fase Casa dos Jurados foram transmitidos nos dia 1º e 2 de outubro de 2016.
| Jurado             | Categoria   | Localidade  | Assistente                | Concorrentes eliminados                                                 |
| ------------------ | ----------- | ----------- | ------------------------- | ----------------------------------------------------------------------- |
| Simon Cowell       | Garotas     | Malibu      | Mel B e Emma Bunton       | Soheila Clifford, Olivia Garcia, Kayleigh Marie Morgan, Caitlyn Vanbeck |
| Sharon Osbourne    | Acima de 25 | Los Angeles | Robbie Williams           | Samantha Atkinson, Janet Grogan, Christopher Peyton, James Wilson       |
| Nicole Scherzinger | Rapazes     | Nice        | Calvin Harris             | Christian Burrows, James Hughes, Niall Sexton, Nate Simpson             |
| Louis Walsh        | Grupos      | Ibiza       | Fleur East e Alesha Dixon | Four of Diamonds, Skarl3t, Tom and Laura, Yes Lad                       |

## Finalistas
Legenda:
     – Vencedor
     – Segundo colocado
     – Terceiro colocado
     – Desistente
| Categoria (mentor)     | Concorrentes | Concorrentes     | Concorrentes    | Concorrentes     |
| ---------------------- | ------------ | ---------------- | --------------- | ---------------- |
| Rapazes (Scherzinger)  | Ryan Lawrie  | Freddy Parker    | Matt Terry      |                  |
| Garotas (Cowell)       | Sam Lavery   | Gifty Louise     | Emily Middlemas |                  |
| Acima de 25 (Osbourne) | Relley C     | Saara Aalto      | Honey G         |                  |
| Grupos (Walsh)         | Bratavio     | 5 After Midnight | Brooks Way      | Four of Diamonds |

## Shows ao vivo
Os shows ao vivo começaram no dia 8 de outubro de 2016, com os shows de apresentação (onde os competidores eram julgados pelo público) sendo transmitidos nas noites de sábado e os shows dos resultados transmitidos aos domingos à noite. Em 1º de outubro foi revelado que todos os grupos aprovados para a fase ao vivo teriam seus nomes alterados. Os novos nomes revelados foram Bratavio (Bradley & Ottavio), Brooks Way (The Brooks) e 5 After Midnight (5AM). Todos os shows ao vivos foram gravados nos Estúdios Fountain em Londres, somente a final ao vivo e os shows dos resultados da final foram gravados na Arena Wembley. Essa foi a última temporada a ser gravada nos Estúdios Fountain, sendo que os shows dos resultados da semi-final e o episódio correspondente do The Xtra Factor foram os últimos programas gravados nos estúdios antes de sua demolição.
Houve uma mudança inédita no programa durante os primeiros shows ao vivo. Os cinco primeiros shows de resultados relevaram os três candidatos menos votados pelo público na semana, então, uma segunda rodada de votação foi iniciada, tratava-se de uma votação relâmpago que durava aproximadamente quatro minutos e que ficou disponível apenas para celulares por meio do aplicativo oficial do programa. O candidato mais votado nessa votação relâmpago estava salvo e não precisava duelar para sua permanência no show. Outra novidade na temporada, o tema de cada semana, excetuando a primeira, foi escolhido aleatoriamente por meio de uma "roleta jukebox". Ao final dos shows da semana, Dermot O´Leary rodava a roleta e indicava o tema para os próximos shows. Apenas na sexta semana Dermot não foi responsável para rodar a jukebox, nesta ocasião a roleta foi rodada pelos comediantes Ant & Dec, durante um link ao vivo na Austrália.  Os temas incluíam "Disco", "Filmes", "Fright Night", "Anos 80", "Divas", "Motown", "Girlband vs Boyband" e "as preferidas do Louis". Durante a sexta semana foi revelado que os telespectadores teriam a chance de sugerir um novo tema para a jukebox. Na sétima semana foi revelado que o novo tema escolhido era "Natal".
Em 10 de outubro de 2016 foi confirmado que a dupla Brooks Way não faria mais parte do programa por terem se ausentado do primeiro show ao vivo. Em um comunicado publicado no seu website oficial, Josh Brooks confirmou a saída do show e declarou que, por motivos pessoais, decidiu que era melhor não participar do programa dessa vez e que nem tudo que estava sendo dito sobre a situação era verdade, além de se desculpar com todos os envolvidos. Um porta-voz do programa acrescentou que pelos motivos alegados por Josh Brooks, tanto a dupla quanto a direção do show, consensualmente decidiram que a dupla deveria deixar a competição.
Ainda em 10 de outubro de 2016, foi confirmado que o grupo Four of Diamonds, que havia sido eliminado na etapa anterior do programa, substituiria a dupla Brooks Way nos shows ao vivo.

### Artistas convidados
A fase de shows ao vivo contou com a presença de vários artistas convidados, incluindo James Arthur, vencedor do The X Factor 2012, na primeira semana. A segunda semana contou com a presença do elenco de Motown: The Musical durante os shows de sábado e OneRepublic e Little Mix, vencedoras do programa em 2011, na revelação dos resultados no domingo; Busted, Shawn Mendes e John Legend participaram da terceira semana,  enquanto que a quarta semana teve apresentações de Louisa Johnson, vencedora da edição de 2015 do programa, além de Bruno Mars.
Emeli Sandé e Robbie Williams estiveram na quinta semana do programa.  A sexta semana contou com Sister Sledge se apresentando durante os show de sábado, com Nathan Sykes e Olly Murs, 2º colocado na edição de 2009, participando do programa de domingo daquela semana. O elenco de School of Rock, Craig David e Alicia Keys foram as atrações da sétima semana, enquanto Busted e Clean Bandit com Sean Paul e Anne-Marie estiveram na oitava semana. A semi-final contou com a presença de Zara Larsson e Lady Gaga.
The Weeknd, Louis Tomlinson e Honey G se apresentaram no programa de sábado na semana final do programa,  enquanto que Kylie Minogue, Madness e Little Mix com Charlie Puth estiveram no último episódio da temporada.

### Resumo dos resultados
Legenda de cores
| – | Participante esteve entre os dois/três menos votados e teve que se apresentar novamente para tentar permanecer na competição |
| – | Participante esteve entre os três menos votados, mas foi salvo na votação relâmpago                                          |
| – | Participante recebeu o menor percentual de votos e foi imediatamente eliminado (sem chance para uma última apresentação)     |
| – | Participante recebeu a maioria dos votos                                                                                     |

| Concorrentes                     | Semana 1              | Semana 2                   | Semana 3                   | Semana 4                  | Semana 5                      | Semana 6                   | Semana 7                   | Semana 8                          | Semana 9                     | Semana 10              | Semana 10              |
| Concorrentes                     | Semana 1              | Semana 2                   | Semana 3                   | Semana 4                  | Semana 5                      | Semana 6                   | Semana 7                   | Semana 8                          | Semana 9                     | Sábado                 | Domingo                |
| -------------------------------- | --------------------- | -------------------------- | -------------------------- | ------------------------- | ----------------------------- | -------------------------- | -------------------------- | --------------------------------- | ---------------------------- | ---------------------- | ---------------------- |
| Matt Terry                       | 1º 22,2%              | 1º 19,5%                   | 1º 17,8%                   | 2º 18,7%                  | 1º 16,7%                      | 3º 16,7%                   | 1º 21,1%                   | 3º 21,2%                          | 3º 22,5%                     | 2º 33,4%               | Vencedor 48.5%         |
| Saara Aalto                      | 9º 5,3%               | 9º 6,4%                    | 2º 13,7%                   | 3º 11,3%                  | 6º 9,4%                       | 2º 18,4%                   | 2º 20,1%                   | 1º 23,7%                          | 1º 28,8%                     | 1º 35,3%               | 2º Colocado 40,4%      |
| 5 After Midnight                 | 2º 13,3%              | 2º 15,6%                   | 4º 11,5%                   | 4º 10,6%                  | 2º 15,5%                      | 1º 19,9%                   | 3º 17,5%                   | 4º 20,9%                          | 2º 26,6%                     | 3º 30,3%               | Eliminado (semana 10)  |
| Emily Middlemas                  | 3º 11,9%              | 3º 11,0%                   | 3º 11,9%                   | 1º 18,7%                  | 3º 15,3%                      | 4º 13,4%                   | 4º 16,8%                   | 2º 22,6%                          | 4º 22,1%                     | Eliminado (semana 9)   | Eliminado (semana 9)   |
| Honey G                          | 4º 10,9%              | 4º 9,3%                    | 5º 9,4%                    | 6º 9,2%                   | 5º 11,6%                      | 5º 11,7%                   | 6º 11,2%                   | 5º 12,2%                          | Eliminado (semana 8)         | Eliminado (semana 8)   | Eliminado (semana 8)   |
| Ryan Lawrie                      | 8º 6,2%               | 10º 4,6%                   | 8º 7,4%                    | 7º 8,7%                   | 4º 14,1%                      | 6º 11,1%                   | 5º 13,3%                   | Eliminado (semana 7)              | Eliminado (semana 7)         | Eliminado (semana 7)   | Eliminado (semana 7)   |
| Sam Lavery                       | 5º 9,8%               | 5º 8,8%                    | 6º 8,1%                    | 5º 10,1%                  | 8º 8,5%                       | 7º 9,7%                    | Eliminado (semana 6)       | Eliminado (semana 6)              | Eliminado (semana 6)         | Eliminado (semana 6)   | Eliminado (semana 6)   |
| Four of Diamonds                 | N/A2                  | 6º 7,3%                    | 10º 6,1%                   | 9º 6,1%                   | 7º 8,9%                       | Eliminado (semana 5)       | Eliminado (semana 5)       | Eliminado (semana 5)              | Eliminado (semana 5)         | Eliminado (semana 5)   | Eliminado (semana 5)   |
| Gifty Louise                     | 7º 6,6%               | 8º 6,4%                    | 7º 7,9%                    | 8º 6,6%                   | Eliminado (semana 4)          | Eliminado (semana 4)       | Eliminado (semana 4)       | Eliminado (semana 4)              | Eliminado (semana 4)         | Eliminado (semana 4)   | Eliminado (semana 4)   |
| Relley C                         | 6º 7,8%               | 7º 6,6%                    | 9º 6,2%                    | Eliminado (semana 3)      | Eliminado (semana 3)          | Eliminado (semana 3)       | Eliminado (semana 3)       | Eliminado (semana 3)              | Eliminado (semana 3)         | Eliminado (semana 3)   | Eliminado (semana 3)   |
| Freddy Parker                    | 10º 3,4%              | 11º 4,5%                   | Eliminado (semana 2)       | Eliminado (semana 2)      | Eliminado (semana 2)          | Eliminado (semana 2)       | Eliminado (semana 2)       | Eliminado (semana 2)              | Eliminado (semana 2)         | Eliminado (semana 2)   | Eliminado (semana 2)   |
| Bratavio                         | 11º 2,6%              | Eliminado (Semana 1)       | Eliminado (Semana 1)       | Eliminado (Semana 1)      | Eliminado (Semana 1)          | Eliminado (Semana 1)       | Eliminado (Semana 1)       | Eliminado (Semana 1)              | Eliminado (Semana 1)         | Eliminado (Semana 1)   | Eliminado (Semana 1)   |
| Brooks Way                       | N/A1                  | Desistentes (Semana 1)     | Desistentes (Semana 1)     | Desistentes (Semana 1)    | Desistentes (Semana 1)        | Desistentes (Semana 1)     | Desistentes (Semana 1)     | Desistentes (Semana 1)            | Desistentes (Semana 1)       | Desistentes (Semana 1) | Desistentes (Semana 1) |
|                                  |                       |                            |                            |                           |                               |                            |                            |                                   |                              |                        |                        |
| Vencedor da votação no App       | Parker                | Lawrie                     | Lawrie                     | Lawrie                    | Lavery                        | Exclusão da votação do App | Exclusão da votação do App | Exclusão da votação do App        | Exclusão da votação do App   | Votação do Público     | Votação do Público     |
| Sing-off                         | Aalto, Bratavio       | Aalto, Parker              | Relley C, Four of Diamonds | Louise, Four of Diamonds  | Aalto, Four of Diamonds       | Lavery, Lawrie             | Lawrie, Honey G            | 5 After Midnight, Honey G Honey G | Middlemas, Terry             | Votação do Público     | Votação do Público     |
| Louis Walsh para eliminar        | Aalto                 | Parker                     | Relley C                   | Louise                    | Aalto                         | Lawrie                     | Lawrie                     | Honey G                           | Middlemas                    | Votação do Público     | Votação do Público     |
| Sharon Osbourne para eliminar    | Bratavio              | Parker                     | Four of Diamonds           | Louise                    | Four of Diamonds              | Lavery                     | Lawrie                     | 5 After Midnight                  | Middlemas                    | Votação do Público     | Votação do Público     |
| Nicole Scherzinger para eliminar | Bratavio              | Aalto                      | Relley C                   | Louise                    | Four of Diamonds              | Lavery                     | Honey G                    | Honey G                           | Middlemas                    | Votação do Público     | Votação do Público     |
| Simon Cowell para eliminar       | Bratavio              | Aalto                      | Relley C                   | Four of Diamonds          | Four of Diamonds              | Lawrie                     | Lawrie                     | Honey G                           | Terry                        | Votação do Público     | Votação do Público     |
| Eliminado                        | Bratavio 3 de 4 votos | Freddy Parker 2 de 4 votos | Relley C 3 de 4 votos      | Gifty Louise 3 de 4 votos | Four of Diamonds 3 de 4 votos | Sam Lavery 2 de 4 votos    | Ryan Lawrie 3 de 4 votos   | Honey G 3 de 4 votos              | Emily MIddlemas 3 de 4 votos |                        |                        |
| Reference(s)                     | [ 67 ]                | [ 68 ]                     |                            |                           |                               |                            |                            |                                   |                              |                        |                        |

- ↑1  Brooks Way não atuaram na primeira semana e foram expulsos na segunda semana.
- ↑2  Four of Diamonds voltaram ao concurso para irem para o lugar dos Brooks Way.

### Live Shows

#### Semana 1 (8/9 Outubro)
- Tema: "Express yourself" (Canções para mostrarem quem são)[69]
- Atuação de Grupo: "Sax"[70]
- Musical guest: James Arthur ("Say You Won't Let Go")[71]

Foi anunciado no início do show de sábado que Brooks Way não estaria executando. Um porta-voz para o show disse: "Devido a circunstâncias que surgiram, Brooks Way não vai aparecer no show de hoje à noite."
| Concorrente      | Ordem | Canção                                   | Resultado                           |
| ---------------- | ----- | ---------------------------------------- | ----------------------------------- |
| 5 After Midnight | 1     | "Can't Stop the Feeling!"                | Salvo                               |
| Sam Lavery       | 2     | "Impossible"                             | Salvo                               |
| Saara Aalto      | 3     | "Let It Go"                              | Bottom 3                            |
| Ryan Lawrie      | 4     | "Perfect"                                | Salvo                               |
| Gifty Louise     | 5     | "That's My Girl"                         | Salvo                               |
| Relley C         | 6     | "Shackles (Praise You)"                  | Salvo                               |
| Matt Terry       | 7     | "You Don't Own Me"                       | Salvo                               |
| Freddy Parker    | 8     | "Killing Me Softly with His Song"        | Bottom 3; salvo pela votação da app |
| Bratavio         | 9     | "Boom, Boom, Boom, Boom!!"/"Barbie Girl" | Bottom 3                            |
| Emily Middlemas  | 10    | "Closer"                                 | Salvo                               |
| Honey G          | 11    | "California Love"                        | Salvo                               |
| Brooks Way       | N/A   | N/A                                      | Expluso                             |
| Sing-off details |       |                                          |                                     |
| Saara Aalto      | 1     | "Alive"                                  | Salvo                               |
| Bratavio         | 2     | "The Only Way Is Up"                     | Eliminado                           |

Votação do júri para eliminarː
- Walsh: Saara Aalto – apoiando seu próprio concorrente, Bratavio
- Osbourne: Bratavio – apoiando seu próprio concorrente, Saara Aalto
- Scherzinger: Bratavio – baseado na atuação do sing-off
- Cowell: Bratavio – baseado na atuação do sing-off

Live Shows

#### Semana 2 (15/16 Outubro)
- Tema: Motown
- Musical Guests:
  - Sábado: Motown: The Musical ("Dancing in the Street")
  - Domingo: OneRepublic ("Kids") e Little Mix ("Shout Out to My Ex").

Em 10 de Outubro de 2016, foi confirmado que Brooks Way não seria mais tomar parte no show depois de estar ausente do primeiro show ao vivo. Mais tarde foi confirmado que Four of Diamonds, que foram eliminadas na casa dos jurados, iria substituí-los.
| c                | Ordem | Canção                                | Resultado                           |
| ---------------- | ----- | ------------------------------------- | ----------------------------------- |
| Freddy Parker    | 1     | "Ain't No Mountain High Enough"       | Bottom 3                            |
| Emily Middlemas  | 2     | "Stop! In the Name of Love"           | Salvo                               |
| Matt Terry       | 3     | "I Heard It Through the Grapevine"    | Salvo                               |
| Relley C         | 4     | "Ain't No Sunshine"                   | Salvo                               |
| Sam Lavery       | 5     | "Hello"                               | Salvo                               |
| 5 After MIdnight | 6     | "Get Ready"/"Reach Out I'll Be There" | Salvo                               |
| Ryan Lawrie      | 7     | "Superstition"                        | Bottom 3; salvo pela votação da app |
| Honey G          | 8     | "Mo Money Mo Problems"                | Salvo                               |
| Gifty Louise     | 9     | "Rockin' Robin"                       | Salvo                               |
| Saara Aalto      | 10    | "River Deep – Mountain High"          | Bottom 3                            |
| Four of Diamonds | 11    | "You Keep Me Hangin' On"              | Salvo                               |
| Sing-off details |       |                                       |                                     |
| Freddy Parker    | 1     | ''Stay''                              | Eliminado                           |
| Saara Aalto      | 2     | ''Run''                               | Salvo                               |

Votação do júri para eliminar:
- Walsh: Freddy Parker – Não deu motivo
- Osbourne: Freddy Parker – apoiando seu próprio concorrente, Saara Aalto
- Scherzinger: Saara Aalto – apoiando seu próprio concorrente, Freddy Parker
- Cowell: Saara Aalto - Disse que a escolha era muito difícil e deixou a decisão com o público.

Live shows

#### Semana 3 (21/22 Outubro)
- Tema: Divas

- Apresentação em grupoː Year 3000" (com Busted)

- Musical Guest:
  - Sábadoː Nicole Scherzinger ("I'm Every Woman"/"Respect")
  - Domingoː Shawn Mendes ( ''Mercy'' ) e John Legend ( ''Love Me Now'' )

| Concorrente      | Ordem | Canção                                      | Resultado                           |
| ---------------- | ----- | ------------------------------------------- | ----------------------------------- |
| Ryan Lawrie      | 7     | ''Rolling in the Deep''                     | Bottom 3; salvo pela votação da app |
| Gifty Louise     | 3     | ''Lay me down''                             | Salvo                               |
| 5 After MIdnight | 4     | ''Valerie''                                 | Salvo                               |
| Sam Lavery       | 5     | ''Earth Song''                              | Salvo                               |
| Matt Terry       | 6     | ''I'II Be There''                           | Salvo                               |
| Honey G          | 8     | ''Ice Ice Baby''/ ''Under Pressure''        | Salvo                               |
| Relley C         | 1     | ''(You Make Me Feel Like) A Natural Woman'' | Bottom 3                            |
| Emily Middlemas  | 9     | "How Will I Know"                           | Salvo                               |
| Four of Diamonds | 10    | "Lady Marmalade"/"Bang Bang"                | Bottom 3                            |
| Saara Aalto      | 11    | "It's Oh So Quiet"                          | Salvo                               |
| Sing-off details |       |                                             |                                     |
| Relley C         | 1     | "I Can't Make You Love Me"                  | Eliminado                           |
| Four of Diamonds | 2     | "Who Are You"                               | Salvo                               |

Votação do Júri para eliminarː
- Walsh: Relley C –  apoiando seu próprio concorrente, Four of Diamonds
- Osbourne: Four of Diamonds – apoiando seu próprio concorrente, Relley C
- Scherzinger: Relley C –  por causa da apresentação no Sing-off
- Cowell: Relley C - Disse que Four of Diamonds tinha mais potencial

Live Shows

#### Semana 4 (29/30 Outubro)
- Temaː Halloween

- Apresentação em grupoː ''Cake by the ocean''

- Musical guestsː Bruno Mars ( ''24K Magic'') e Louisa Johnson (''So Good'')

| Gifty Louise     | 1 | ''I'm in Love with a Monster''    | Bottom 3                            |
| Matt Terry       | 2 | ''I Put a Spell on You''          | Salvo                               |
| 5 After MIdnight | 3 | ''Thriller''                      | Salvo                               |
| Honey G          | 4 | ''Men in Black''                  | Salvo                               |
| Ryan Lawrie      | 5 | ''Everybody (Backstreet's Back)'' | Bottom 3; salvo pela votação da app |
| Sam Lavery       | 6 | ''Total Eclipse of the Heart''    | Salvo                               |
| Saara Aalto      | 7 | ''Bad Romance''                   | Salvo                               |
| Four of Diamonds | 8 | "Ghost"                           | Bottom 3                            |
| Emily MIddlemas  | 9 | "Creep"                           | Salvo                               |
| Sing-off details |   |                                   |                                     |
| Gifty Louise     | 1 | "A Song for Your"                 | Eliminado                           |
| Four of Diamonds | 2 | "The Voice Within"                | Salvo                               |

Live Shows

#### Semana 5 (5/6 Novembro)
- Temaː Girlband vs Boyband

- Apresentação em grupoː ''Keep On Movin''

- Musical guestsː Emeli Sandé ("Breathing Underwater") e Robbie Williams ("Love My Life")

| Matty Terry      | 1 | ''I'm Your Man''             | Salvo                               |
| Sam Lavery       | 2 | ''I'll Stand by You''        | Bottom 3; salvo pela votação da app |
| Honey G          | 3 | ''Jump''                     | Salvo                               |
| Ryan Lawrie      | 4 | ''Twist and Shout''          | Salvo                               |
| Four of Diamonds | 5 | ''Hold On''                  | Bottom 3                            |
| Saara Aalto      | 6 | ''Sound of the Underground'' | Bottom 3                            |
| Emily Middlemas  | 7 | ''What Makes You Beautiful'' | Salvo                               |
| 5 After Midnight | 8 | ''Say You'll Be There''      | Salvo                               |
| Sing-off details |   |                              |                                     |
| Four of Diamonds | 1 | "When You Believe"           | Eliminado                           |
| Saara Aalto      | 2 | "Who You Are"                | Salvo                               |

Votação do júri para eliminar:
- Walsh: Saara Aalto – apoiando seu próprio concorrente, Four of Diamonds
- Osbourne: Four of Diamonds – apoiando seu próprio concorrente, Saara Aalto
- Scherzinger: Four of Diamonds –  por causa da apresentação no Sing-off
- Cowell: Four of Diamonds –  por causa da apresentação no Sing-off

Live Shows

#### Semana 6 (12/13 Novembro)
- Temaː Disco

- Apresentação em grupoː"Rise Up"

- Musical guests :
  - Sábadoː Sister Sledge ("We Are Family")
  - Domingo: Olly Murs ("Grow Up") e Nathan Sykes ("Famous")

Na noite de performances o apresentador, revelou que o sistema de votação a partir do app (Bottom 3) não estaria mais disponível.
| Saara Aalto      | 1 | ''No More Tears''              | Salvo     |
| Sam Lavery       | 2 | ''I Will Survive''             | Bottom 2  |
| Ryan Lawrie      | 3 | ''Play That Funky Music''      | Bottom 2  |
| 5 After Midnight | 4 | ''Boogie Wonderland''          | Salvo     |
| Matt Terry       | 5 | ''Best Of My Love''            | Salvo     |
| Emily Middlemas  | 6 | ''Wishing On A Star''          | Salvo     |
| Honey G          | 7 | ''Stayin’ Alive''              | Salvo     |
| Sing-off details |   |                                |           |
| Sam Lavery       | 1 | ''No More Drama''              | Eliminado |
| Ryan Lawrie      | 2 | ''Stop Crying Your Heart Out'' | Salvo     |

Votação do júri para eliminar:
- Walsh: Ryan Lawrie – por causa da apresentação no Sing-off
- Osbourne: Sam Lavery – pressionada pela platéia a causar Deadlock
- Scherzinger: Sam Lavery – apoiando seu próprio concorrente, Ryan Lawrie
- Cowell: Ryan Lawrie –  apoiando seu próprio concorrente, Sam Lavery

Live Shows

#### Semana 7 (19/20 Novembro)
- Temaː Movies (canções que foram trilha de filmes)

- Apresentação em grupoːTBA

- Musical guests : Craig David ("Change My Love") and Alicia Keys ("Blended Family (What You Do for Love)''

| Ryan Lawrie      | 1 | ''Jailhouse Rock''                            | Bottom 2  |
| 5 After Midnight | 2 | ''Try a Little Tenderness''                   | Salvo     |
| Saara Aalto      | 3 | ''My Heart Will Go On''                       | Salvo     |
| Matt Terry       | 4 | ''Writing's on the Wall''                     | Salvo     |
| Honey G          | 5 | ''It's Like That'' / ''Gettin' Jiggy wit It'' | Bottom 2  |
| Emily Middlemas  | 6 | ''It Must Have Been Love''                    | Salvo     |
| Sing-off details |   |                                               |           |
| Ryan Lawrie      | 1 | ''Lego House''                                | Eliminado |
| Honey G          | 2 | ''Get Your Freak On'' / ''Work It''           | Salvo     |

Votação do júri para eliminarː
- Walsh: Ryan Lawrie – confiando no potencial de Honey G
- Osbourne: Ryan Lawrie – apoiando seu próprio concorrente, Honey G
- Scherzinger: Honey G – apoiando seu próprio concorrente, Ryan Lawrie
- Cowell: Ryan Lawrie – baseado na atuação do sing-off

Live Shows
Semana 8 (26/27 Novembro)
Temaː Louis Loves (Favoritas de Louis) e Escolha do concorrente. (Mesmo dia)
Apresentação em grupoː"Saturday Night's Alright for Fighting"
Musical Guestsː Busted ("On What You're On")  e Clean Bandit featuring Sean Paul e Anne-Marie ("Rockabye")
| Concorrente      | Ordem | Louis Loves                        | Resultado |
| ---------------- | ----- | ---------------------------------- | --------- |
| Matt Terry       | 1     | "Secret Love Song, Pt II"          | Salvo     |
| Saara Aalto      | 2     | ''The Winner Takes It All''        | Salvo     |
| Honey G          | 3     | "U Can't Touch This"/"Super Freak" | Bottom 3  |
| 5 After Midnight | 4     | "Uptown Funk"                      | Bottom 3  |
| Emily Middlemas  | 5     | ''Toxic''                          | Salvo     |

| Matt Terry       | 6  | ''Alive''                                                  | Salvo    |
| 5 After Midnight | 7  | "Sorry"/"One Dance"                                        | Bottom 3 |
| Honey G          | 8  | "Push It"/"Black Beatles"                                  | Bottom 3 |
| Emily Middlemas  | 9  | "Human"                                                    | Salvo    |
| Saara Aalto      | 10 | "Diamonds Are Forever"/"Diamonds Are a Girl's Best Friend" | Salvo    |

| Sing-off details | Sing-off details | Sing-off details         | Sing-off details |
| ---------------- | ---------------- | ------------------------ | ---------------- |
| Honey G          | 1                | "California Love"        | Eliminado        |
| 5 After MIdnight | 2                | "Beneath Your Beautiful" | Salvo            |

Votação do júri para eliminarː
- Walshː Honey G - apoiando seu próprio concorrente, 5 After Midnight
- Osbourne: 5 After Midnight - apoiando seu próprio concorrente, Honey G
- Scherzinger: Honey G - não deu motivo
- Cowell: Honey G - Disse que 5 After Midnight tem mais potencial